# Carole King
Pour les articles homonymes, voir King.
 (septembre 2024).
Si vous disposez d'ouvrages ou d'articles de référence ou si vous connaissez des sites web de qualité traitant du thème abordé ici, merci de compléter l'article en donnant les références utiles à sa vérifiabilité et en les liant à la section « Notes et références ».
Carole King, née Carol Klein le 9 février 1942 dans le quartier de Manhattan à New York, est une auteure-compositrice-interprète et pianiste américaine. Très populaire dans les années 1970, elle fut aussi active avant et après cette période.

## Biographie
Carol Joan Klein, dite Carole King, est née à Manhattan, New York. Elle a grandi dans le quartier de Brooklyn, où elle a commencé à jouer du piano, puis s’est mise au chant et a alors formé le quatuor vocal The Co-Sines. Elle comptait Paul Simon, Neil Sedaka et Gerry Goffin parmi ses amis étudiants.
Gerry Goffin et Carole King, qui se sont mariés, ont formé un duo réputé pour la composition de chansons pendant les années 1960. Leur premier succès fut Will You Love Me Tomorrow, interprété par les Shirelles en 1961.
Parmi leurs nombreuses compositions qui ont eu du succès, on trouve : Take Good Care of My Baby (par Bobby Vee), The Loco-Motion (par Little Eva, puis par Grand Funk Railroad et Kylie Minogue), One Fine Day (The Chiffons), Pleasant Valley Sunday (The Monkees), Up on the Roof (par The Drifters, puis par James Taylor), Chains (par The Cookies puis par les Beatles), (You Make Me Feel Like) A Natural Woman (Aretha Franklin), What Is Soul? (Ben E. King) et He Hit Me (and It Felt Like a Kiss) (The Crystals puis The Motels).
Carole King a aussi remporté un succès public en interprétant sa propre composition It Might As Well Rain Until September (1962).
Carole King a formé le groupe « The City » avec Danny Kortchmar et Charles Larkey qu’elle a épousé après avoir divorcé de Goffin. Leur album Now That Everything's Been Said fut un échec commercial, de même que Writer (1970).
Elle connut le succès avec l'album Tapestry (1971), contenant les chansons It's Too Late et You've Got a Friend, qui se vendit à 23 millions d’exemplaires et la rendit très célèbre comme compositrice et interprète. Ses albums suivants ont été aussi bien reçus : Music (1971), Rhymes and Reasons (1972) et Wrap Around Joy (1974).
En 1973, Carole King fit un concert gratuit en plein air, à Central Park (New York), qui a attiré plus de 100 000 personnes.personnes. Elle participa également, la même année, au Festival de Montreux (Suisse). 
Goffin et King ont repris leur collaboration pour composer son album Thoroughbred (1975) avec David Crosby, Graham Nash et James Taylor.
Carole King s’est mariée avec un autre compositeur, Rick Evers, après avoir réalisé Simple Things (1977). Son nouveau mari est mort d’une overdose à l’héroïne une année plus tard, en mars 1978.
En 1978, elle a réalisé l’album Welcome Home, où elle rend hommage à Rick Evers (il joue sur Venusian Diamond).
Après avoir réalisé Speeding Time en 1983, elle quitte la musique pendant six ans pour se consacrer au militantisme écologique.
Elle fit son retour en 1989 avec l’album City Streets, suivi de Color of Your Dreams en 1993.
Carole King est engagée politiquement, elle a soutenu John Kerry pendant la campagne pour l'élection présidentielle américaine de 2004.
Carole King a fait une tournée, Living Room Tour, au Canada et aux États-Unis en 2005.
En 2015, elle est honorée au Kennedy Center Honors.

## Discographie
- 1970 : Writer
- 1971 : Tapestry
- 1971 : Music
- 1972 : Rhymes and Reasons
- 1973 : Fantasy
- 1974 : Wrap Around Joy
- 1975 : Really Rosie
- 1976 : Thoroughbred
- 1977 : Simple Things
- 1978 : Welcome Home
- 1979 : Touch the Sky

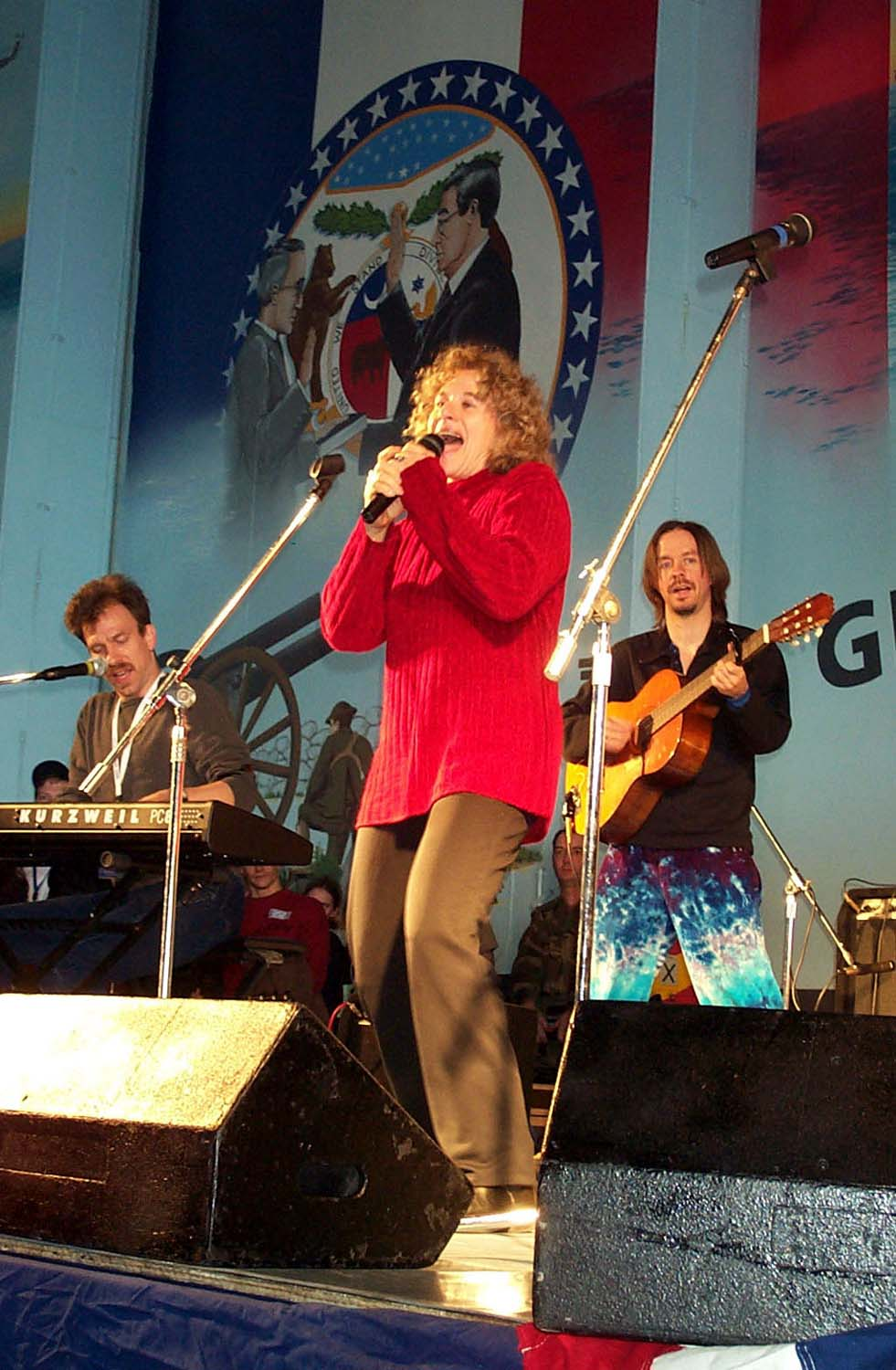
Carole King en 2000, chantant pour les marins de l'USS Harry S. Truman (CVN-75).

- 1980 : Pearls: Songs of Goffin and King
- 1982 : One to One
- 1983 : Speeding Time
- 1989 : City Streets
- 1993 : Color of Your Dreams
- 1994 : In Concert
- 1994 : Time Gone By (compilation)
- 1996 : Carnegie Hall Concert: June 18, 1971
- 1998 : Goin' Back (compilation)
- 2000 : Super Hits
- 2001 : Love Makes the World
- 2005 : The Living Room Tour
- 2010 : Carole King and James Taylor : Live at the Troubadour
- 2012 : The Legendary Demos